# 切莱埃诺蒙多
切莱埃诺蒙多（義大利語：Celle Enomondo），是意大利阿斯蒂省的一个市镇。总面积5.51平方公里，人口477人，人口密度86.6人/平方公里（2009年）。ISTAT代码为005034。